# لوئیز فلیپه
لوئیز فلیپه (انگلیسی: Luiz Felipe؛ زادهٔ ۲۲ مارس ۱۹۹۷) بازیکن فوتبال است که در پست مدافع میانی برای باشگاه الاتحاد عربستان در لیگ حرفه‌ای فوتبال عربستان بازی میکند .
وی در برزیل متولد شده و قبلاً در سطح جوانان تیم ملی برزیل حضور داشته است، اما در حال حاضر برای تیم ملی ایتالیا بازی می‌کند

## عملکرد ملی
در تاریخ ۱۶ مارس ۲۰۱۹ ، لوئیز فلیپه توسط سرمربی تیم ملی فوتبال زیر ۲۱ سال ایتالیا، لوئیجی دی بیاجو ، به تیم دعوت شد اما وی این دعوت رو به دلیل وفاداری به برزیل نپذیرفت و لوئیز فلیپه در سال ۲۰۱۹ با تیم ملی فوتبال زیر ۲۳ سال برزیل به میدان رفت.
در تاریخ ۲۴ ژانویه ۲۰۲۲، لوئیز فلیپه دعو روبرتو مانچینی، را برای پیوستن به اردوی تمرینی سه روزه تیم ملی فوتبال ایتالیا در کوویرچیانو را پذیرفت.
و در تاریخ ۱۸ مارس ۲۰۲۲ ، وی برای بازی های مقدماتی جام جهانی فوتبال توسط روبرتو مانچینی دعوت شد و اولین بازی ملی خود را برای ایتالیا در همین تورنومنت در مقابل تیم ملی مقدونیه شمالی انجام داد.

## زندگی شخصی
وی در کولینا، سائوپائولو برزیل به دنیا آمد و بزرگ شد، اسم او ادای احترام به سرمربی فوتبال برزیلی لوئیز فیلیپه اسکولاری است . او تابعیت ایتالیایی را از طریق اصل خون  پدربزرگ ایتالیایی خود ، که اصالتا اهل ویچنزا بود، دریافت کرد.

## افتخارات

### باشگاهی
- کوپا ایتالیا : ۱۹–۲۰۱۸
- سوپر جام فوتبال ایتالیا (۲) : ۲۰۱۷ و ۲۰۱۹